# Pseudoamallothrix paralaminata
Pseudoamallothrix paralaminata is een eenoogkreeftjessoort uit de familie van de Scolecitrichidae. De wetenschappelijke naam van de soort is voor het eerst geldig gepubliceerd in 2003 door Vyshkvartzeva.